# Mort en déportation
L'attribution de la mention « mort en déportation » est une opération relative à l'état civil, qui fait l'objet de l'article L. 272 du Code des pensions militaires d'invalidité et des victimes de la guerre.
Le 15 mai 1985, le président de la République française François Mitterrand, promulgue la loi 85-528 qui dispose que pour toute personne déportée et décédée durant la Seconde Guerre mondiale, la mention « mort en déportation » soit portée sur l'acte de décès.